# The Chrysalis Years (1980-1986)
| Recensione | Giudizio |
| ---------- | -------- |
| AllMusic   |          |

The Chrysalis Years (1980-1986) è un box set del gruppo musicale britannico UFO, pubblicato nel 2012 dalla Chrysalis Records. È il continuo della compilation The Chrysalis Years (1973-1979), pubblicata l'anno precedente.

## Tracce

### Disco 1
1. Alpha Centauri – 1:56
2. Lettin' Go – 4:01
3. Mystery Train – 3:55
4. This Fire Burns Tonight – 4:13
5. Gone in the Night – 3:44
6. Young Blood – 4:00
7. No Place to Run – 3:58
8. Take It or Leave It – 3:02
9. Money Money – 3:30
10. Anyday – 3:50
11. Young Blood (edit) – 3:01
12. Hot 'n' Ready (live B-side) – 3:36 (Michael Schenker)
13. Lettin' Go – 3:45 – BBC in Concert (4 febbraio 1980)
14. Young Blood – 4:43 – BBC in Concert (4 febbraio 1980)
15. No Place to Run – 4:45 – BBC in Concert (4 febbraio 1980)
16. Out in the Street – 4:58 – BBC in Concert (4 febbraio 1980)
17. Cherry – 4:09 – BBC in Concert (4 febbraio 1980)
18. Only You Can Rock Me – 4:20 (Michael Schenker) – BBC in Concert (4 febbraio 1980)
19. Love to Love – 8:17 (Michael Schenker) – BBC in Concert (4 febbraio 1980)

### Disco 2
1. Mystery Train – 5:45 – BBC in Concert (4 febbraio 1980)
2. Doctor Doctor – 5:47 (Michael Schenker) – BBC in Concert (4 febbraio 1980)
3. Too Hot to Handle – 4:59 – BBC in Concert (4 febbraio 1980)
4. Lights Out – 6:20 (Michael Schenker) – BBC in Concert (4 febbraio 1980)
5. Rock Bottom – 12:43 (Michael Schenker) – BBC in Concert (4 febbraio 1980)
6. Chains Chains – 3:26
7. Long Gone – 5:18
8. The Wild, the Willing & the Innocent – 4:58
9. It's Killing Me – 4:29
10. Makin' Moves – 4:46
11. Lonely Heart – 5:00
12. Couldn't Get It Right – 4:34
13. Profession of Violence – 4:19
14. Lonely Heart (7" edit) – 4:13

### Disco 3
1. The Writer – 4:11
2. Somethin' Else – 3:21 (Cochran, Sharon Sheeley)
3. Back into My Life – 4:58
4. You'll Get Love – 3:09
5. Doing It All for You – 5:01
6. We Belong to the Night – 3:57
7. Let It Rain – 4:02
8. Terri – 3:52
9. Feel It – 4:06
10. Dreaming – 3:57
11. Heel of a Stranger (B-side) – 4:06

### Disco 4
1. Blinded by a Lie – 3:58
2. Diesel in the Dust – 4:28
3. A Fool for Love – 3:56
4. You and Me – 3:20
5. When It's Time to Rock – 5:23
6. The Way the Wild Wind Blows – 4:13
7. Call My Name – 3:13
8. All Over You – 4:23
9. No Getaway – 3:31
10. Push, It's Love – 3:13
11. Everybody Knows (B-side) – 3:35
12. When It's Time to Rock (7" edit) – 3:48
13. We Belong to the Night – 4:18 – live at Hammersmith 1983
14. Let It Rain – 3:06 – live at Hammersmith 1983
15. Couldn't Get It Right – 4:41 – live at Hammersmith 1983
16. Electric Phase – 2:59 (Phil Mogg, Michael Schenker) – live at Hammersmith 1983
17. Doing It All for You – 5:49 – live at Hammersmith 1983

### Disco 5
1. This Time – 4:35
2. One Heart – 4:09
3. Night Run – 4:29
4. The Only Ones – 5:15
5. Meanstreets – 4:18
6. Name of Love – 4:36
7. Blue – 5:14
8. Dream the Dream – 4:32
9. Heaven's Gate – 4:15
10. Wreckless – 4:54
11. The Chase (B-side) – 3:41
12. Night Run (B-side US remix) – 4:22
13. Heavens Gate (B-side US remix) – 4:16
14. One Heart (B-side US remix) – 4:22

## Formazione
- Atomic Tommy M. - chitarra
- Neil Carter - chitarra, basso, tastiere, sassofono, voce
- Paul Chapman - chitarra, basso
- Paul Gray - basso
- Phil Mogg - voce
- Paiste - percussioni
- Andy Parker - batteria
- Paul Raymond - chitarra, tastiere, voce
- Jim Simpson - batteria
- Pete Way - basso